# Frater
Frater (znanstveno ime Diplodus vulgaris), je morska riba iz družine šparov. Najbližja sorodnika fratra sta šarg in špar, od katerih se frater loči predvsem po obarvanosti telesa. 

## Opis
Frater zraste do 40 cm v dolžino, doseže pa težo do 1,30 kg. Ime je dobil po črni pegi v obliki ovratnika, ki spominja na duhovniško kapuso. Pega se začne na sredini škržnega poklopca, se nadaljuje za glavo preko hrbta in se konča na sredini drugega škržnega poklopca. Druga temna pega v obliki prstana se nahaja okoli korena repne plavuti. Črne pege so pri mlajših primerkih bolj izrazite kot pri starejših. Telo ribe je ovalno in bočno močno stisnjeno ter pokrito z dokaj velikimi luskami. Po zgornji strani je rumenkasto do temno zlato sive barve, po trebuhu pa je frater belo srebrn. Po bokih ima slabo vidne zlatorumene proge. Glava teh rib je majhna, majhna pa so tudi usta.

## Razširjenost in uporabnost
Manjši fratri se zadržujejo ob obalah in niso izbirčni glede poraščenosti morskih tal. Odrasle živali se zadržujejo v večjih globinah, do globine 100 metrov, kjer se zadržujejo v razpokah med skalami. Najbolj pogosti so na strmih obalah z razčlenjenim kamnitim dnom. Pogosto zaidejo tudi v somornico in niso redki v brakičnem pasu. Mlajše ribe se pogosteje združujejo v jate kot odrasle ribe, ki so pogosto tudi samotarske. Pogosto se zadržujejo v bližini drugih ribjih vrst, kot so ovčica in trlja. 
Drsti se sredi in proti koncu jeseni, med drstenjem pa se mu glava obarva v bolj žive modre odtenke.
Fratra najdemo povsod po Jadranu, Sredozemlju in na vzhodnih obalah Atlantika od severnih obal Španije do Senegala.